# Andrei Chesnokov
Andrei  Eduardovich Chesnokov (Moscou, 2 de fevereiro de 1966) é um ex-tenista russo.
Iniciou no tênis profissional em 1985. As maiores vitórias da carreira de Chesnokov foram o Monte Carlo Masters em 1990 e o Canada Masters em 1991, que o levou a alcançar o 9º lugar no ranking da ATP. Em torneios do Grand Slam teve como melhor resultado a semifinal de 1989, quando foi eliminado por Michael Chang, que seria campeão.
Participou sob a bandeira da União Soviética na Olimpíada de Seul 1988 e da Equipe Unificada em Barcelona 1992. Encerrou a carreira em 1999.
Atualmente é treinador da tenista Elena Vesnina.

## Legado
Chesnokov sempre falou abertamente sobre o sistema soviético como uma razão crucial para sua carreira menos triunfante. Em fevereiro de 2021, considerando o fato de um maior nível de disponibilidade do tênis para o público geral dos cidadãos da URSS, se comparado à Rússia moderna, ele afirmou: "Formalmente era mais disponível. Mas não tínhamos nada. Sem bolas, sem raquetes, sem tênis. Você poderia contar as quadras cobertas em uma mão. Quando adolescente, eu treinava na quadra apenas 3 horas por semana e no inverno jogava principalmente hóquei. Acho que, se não tivesse nascido na URSS Eu teria conquistado mais no tênis." Em setembro de 2021, ele continuou declarando que não havia absolutamente nada de bom no domínio soviético.